# 3430 Bradfield
3430 Bradfield, così chiamato in onore di William Ashley Bradfield, è un asteroide della fascia principale. Scoperto nel 1980, presenta un'orbita caratterizzata da un semiasse maggiore pari a 2,7595375 UA e da un'eccentricità di 0,0964497, inclinata di 4,43509° rispetto all'eclittica.